# Panhard & Levassor 10CV
Con la sigla 10CV, riferita alla produzione della Casa automobilistica francese Panhard & Levassor, si intende una delle due famiglie di vetture che, assieme alla famiglia delle 12CV, andava a costituire la fascia media della gamma Panhard & Levassor nel periodo compreso tra il 1902 e il 1930.

## Storia, modelli ed evoluzione
Si tratta di una grande famiglia di vetture articolatasi in vari modelli via via sempre più evoluti e sofisticati, principalmente equipaggiati con motori a 4 cilindri, con l'eccezione di un solo modello introdotto alla fine di questo lungo periodo ed equipaggiato con un motore a 6 cilindri. Dato l'ampio arco di tempo in cui questi modelli sono stati prodotti, le innovazioni sono state numerose, ragion per cui in questa sede si preferisce suddividerne la storia in piccoli paragrafi per maggior chiarezza.

### I primi anni di produzione

#### Type B e Type E
I primi modelli inseribili in questa famiglia furono la Type B e la Type E, entrambe lanciate nel luglio del 1902. Questi modelli erano equipaggiati con motori Centaure biblocco da 2402 cm³ e si differenziavano fra di loro essenzialmente per il cambio, sempre a 4 marce in entrambi i casi, ma di diversa tipologia fra l'uno e l'altro modello. La loro produzione terminò alla fine del 1905. 

#### Type S 10 CV e Type X 10 CV
Ma già un anno prima, nel dicembre del 1904, fece il suo esordio un altro modello da 10CV, ossia la Type S 10 CV, il modello che portò all'esordio il motore Centaure Allégé in questa fascia di mercato. Dei modelli precedentemente descritti venne ripresa la cilindrata di 2402 cm³ (ma anche con motore da 3,3 litri nel caso della Type S 15 CV), mentre venne rivisto il comparto trasmissione, sempre del tipo a catena, ma con un nuovo cambio a 4 marce, leggermente evoluto rispetto ai precedenti. Questo modello venne affiancato nel solo anno 1905 dalla Type I 10CV, una versione più economica e dotata dello stesso cambio della Type E. Ma entrambi questi modelli non riscossero molto successo. Ciononostante la Type S continuò la sua carriera commerciale fino alla fine del 1907, per essere sostituita all'inizio dell'anno seguente dalla Type X 10CV, una vettura che estese anche al proprio segmento di mercato la trasmissione a giunto cardanico, fino a quel momento riservata unicamente all'altra Type X presente in gamma, con motore da 3,3 litri e potenza fiscale di 15 CV. Nello stesso anno, tale sistema di trasmissione verrà ulteriormente esteso anche alla Type X1 con motore da 4,1 litri e negli anni successivi anche al resto della gamma. La Type X, inoltre, montava lo stesso motore della Type S, ma rivisitato secondo gli stessi criteri adottati già dall'anno precedente in altri motori della gamma. Grazie a tali aggiornamenti, il motore poté raggiungere regimi di rotazione maggiori e un miglior rendimento globale. La Type X riuscì a superare i cento esemplari prodotti e venduti (105 per la precisione), ma ciononostante i suoi dati di vendita non convinsero il direttivo della casa francese, che già nel gennaio 1910, dopo appena due anni di permanenza in listino, ne cessò la produzione.

### La Type X19 e finalmente il successo

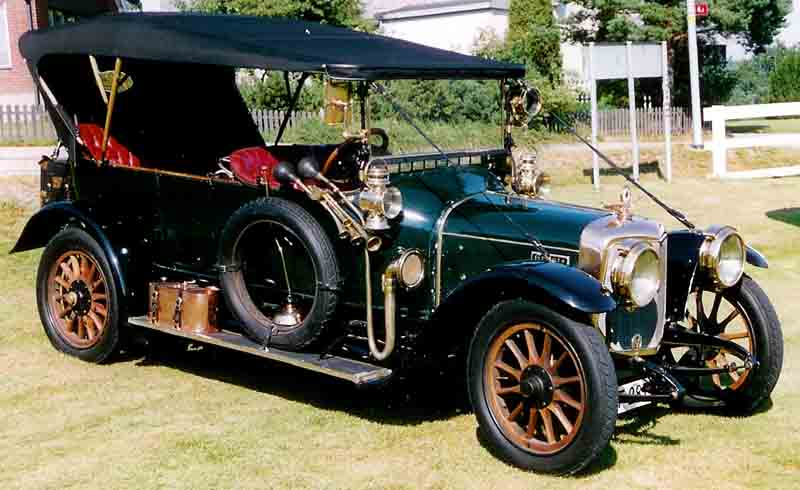
Panhard & Levassor Type X19

Dopo l'uscita della Type X, per quasi tre anni non vi furono più modelli da 10 CV di potenza fiscale. Fu infatti solo nel novembre del 1912 che venne introdotta la Type X19, destinata a costituire la nuova base della gamma Panhard & Levassor in quanto chiamata non solo a riprendere il filone interrotto all'inizio del 1910 con la scomparsa della Type X stessa, ma anche a sostituire la più piccola e meno impegnativa Type X6 con motore da 1201 cm³. Pertanto, la Type X19 si propose con un motore di cilindrata inferiore rispetto alla Type X, ma non tantissimo di meno. Con i suoi 2150 cm³, questo modello volle certamente risultare economicamente meno impegnativo rispetto al modello precedente, ma la non eccessiva distanza dal precedente motore da 2,4 litri era un segno chiaro di come la casa di Avenue d'Ivry volle gradualmente distaccarsi dalle fasce di mercato più popolari. La differente cilindrata non fu tuttavia l'unica novità relativa a questo nuovo motore. Innanzitutto si trattava di un motore monoblocco, sempre della famiglia Centaure Allégé. Inoltre era caratterizzato da una corsa molto lunga (ben 140 mm), allo scopo di privilegiare l'erogazione di coppia motrice e l'elasticità di marcia. Altra caratteristica stava nel fatto che il cambio, il motore e la frizione erano in blocco. Un'altra novità stava nella trasmissione a giunto elastico, che la casa parigina fece esordire proprio nella Type X19. Questo modello, inoltre portò anche all'esordio una novità stilistica, rappresentata dal radiatore a spartivento, che gradualmente si estenderà anche agli altri modelli della gamma. Al contrario della Type X, la Type X19 conoscerà un ottimo successo di vendite, tanto da rimanere in listino fino a dopo la fine della prima guerra mondiale. In totale, fino al mese di maggio del 1921, ne verranno prodotte 3.020 unità, a cui vanno aggiunti anche i 403 esemplari di camioncini derivati dal medesimo telaio e anch'essi commercializzati come Type X19, i quali vennero introdotti in gamma già dal febbraio 1913 per rimanere in listino fino al gennaio 1921.

### L'arrivo dei motori Knight

#### La Type X37

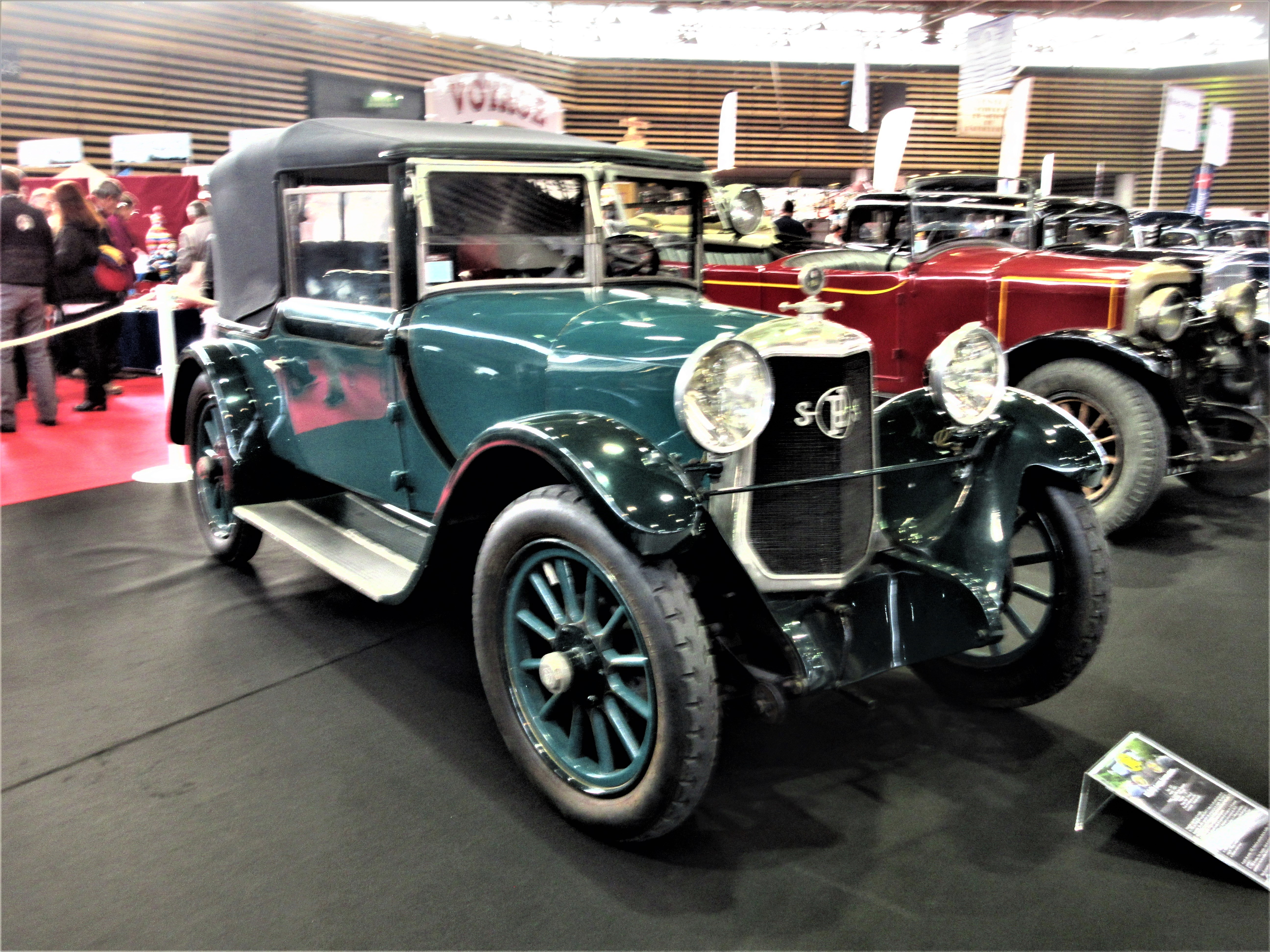
Panhard & LevassorType X37

Subito dopo l'uscita di listino della Type X19, non vi furono eredi immediate perché i progettisti della Panhard & Levassor stavano ancora lavorando alla messa a punto del nuovo modello, che per la prima volta in una Panhard & Levassor da 10 CV fiscali avrebbe montato un motore avalve su licenza Knight. Il primo prototipo quasi definitivo da testare su strada fu realizzato nell'ottobre del 1921 e fece seguito ad altri quattro prototipi realizzati in precedenza. Il lancio commerciale del nuovo modello avvenne nel maggio del 1922 con il nome di Type X37. Questa nuova vettura venne equipaggiata con un motore Knight da 1190 cm³, una cilindrata praticamente dimezzata rispetto al motore da 2,2 litri della Type X19, ma che garantiva prestazioni addirittura migliori e fu proprio per questo motivo che secondo la legislazione francese questa vettura andava comunque a occupare la fascia delle vetture da 10 CV fiscali. Con la Type X37 si tornò alla trasmissione a giunto cardanico, in luogo di quella a giunto elastico montata nella Type X19. La Type X37 era disponibile al suo esordio sia come chassis nudo da carrozzare a discrezione dell'acquirente, sia come torpedo, sia come limousine a sei luci. In seguito arriverà anche una versione coupé. Sui telai nudi venne carrozzata fra l'altro anche una manciata di mezzi commerciali. La Type X37 si trovò in quel periodo ad affrontare un'agguerrita concorrenza, prima fra tutte la Citroën Type B2, anch'essa lanciata nel 1922, ma forte di un prezzo di appena 13.900 franchi contro i 24.900 richiesti per una Type X37 con carrozzeria torpedo. Un'altra rivale, ma molto più costosa, era la Voisin 8-10 CV, che tra l'altro montava anch'essa un motore Knight, ma che veniva venduta allo stratosferico prezzo di 32.000 franchi. La Type X37, tuttavia, apparteneva a quest'ultima fascia di prezzo, più conveniente di una Voisin, ma sicuramente indirizzata a tutt'altra clientela rispetto a quella tipica dei modelli Citroën o Peugeot. La sua produzione cessò nel febbraio del 1924 dopo essere stata prodotta in 1.391 esemplari più dodici camioncini.

#### Le altre 10CV con motore Knight

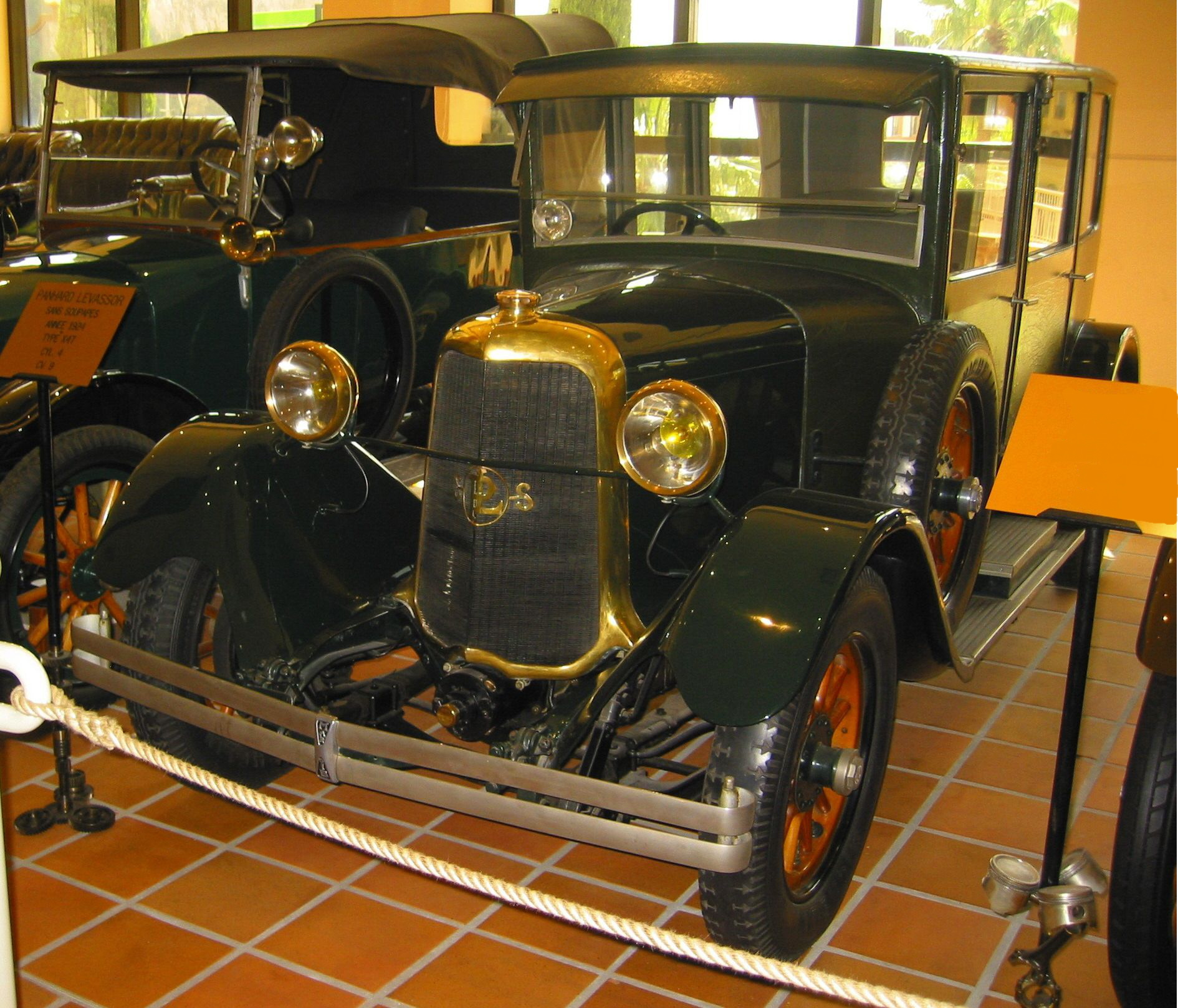
Panhard & Levassor Type X47

Nel marzo 1924 la Type X37 venne sostituita dalla Type X44, che portò con sé numerose novità, soprattutto tecniche. Innanzitutto il telaio venne allungato di 10 cm nel passo, mentre l'impianto frenante, prima limitato alle sole ruote posteriori, venne esteso anche all'avantreno aumentando così le doti di sicurezza su strada della vettura. Inoltre, il motore subì una nuova rivisitazione e venne aumentato di cilindrata, salendo da 1190 a 1390 cm³, in modo da compensare, con le sue maggiori prestazioni, l'aumento di peso di ben 250 kg conseguente all'adozione delle varie migliorie tecniche. Fra queste sono inoltre da segnalare l'avviamento a dinamo, un nuovo cambio a 4 marce e nuovi pneumatici maggiorati da 775/145 invece che 760/90. Le vendite partirono subito in maniera promettente, ma già nel dicembre del 1924 la vettura venne ulteriormente aggiornata dando origine alla Type X47, il cui motore venne ulteriormente rialesato passando così a 1480 cm³. Questo nuovo aumento di cilindrata fu deciso per compensare un ulteriore aumento della massa a vuoto dovuto a ulteriori equipaggiamenti. La vettura risultante fu quindi leggermente meno prestante che in precedenza, ragion per cui la Type X47 di per sé entrò a far parte delle vetture da 9 CV fiscali. Ma da questo modello ne venne derivato un altro con maggiori velleità sportiveggianti, denominato Type X47 Sport, il cui motore venne rivisitato in modo da girare a regimi più elevati e proprio per questo venne invece inclusa nella fascia dei 10 CV fiscali. La Type X47 fu disponibile come telaio nudo, torpedo, torpedo sport, berlina o coach. La sua produzione durò tre anni e mezzo, durante i primi mesi in semplice affiancamento alla Type X44 che scomparve dai listini nel marzo 1925, e terminò nel settembre 1927. 
Proprio nel settembre 1927, alla Type X47 subentrò la Type X60, sostanzialmente un'ulteriore evoluzione del modello uscente, dal quale si differenziò praticamente solo per alcuni aggiornamenti al retrotreno e per l'adozione di una frizione monodisco il luogo della precedente e ormai anacronistica frizione a cono. Anche la Type X60 fu prevista in una variante Sport con motore leggermente più performante. La produzione di questo modello durò altri due anni per terminare nel settembre del 1929. In totale, fra Type X47 e Type X60 vennero prodotti 4.024 esemplari in totale, di cui 34 in versione Sport. A questi vanno aggiunti 89 fra camion e mezzi commerciali in generale, allestiti sui medesimi telai.
Vale la pena spendere ancora due parole per le versioni a passo lungo: la prima versione venne denominata Type K22 e fu realizzata sul telaio X47, del quale il passo venne allungato da 2,94 a 3,27 metri. Questo telaio, normalmente utilizzato per la produzione di camion (l'iniziale K nelle Panhard & Levassor identifica infatti i mezzi commerciali e non le autovetture vere e proprie), venne posto in listino anche con varianti di carrozzeria più tipicamente "automobilistiche", e cioè limousine, torpedo a sei posti o telaio nudo. Il passaggio da Type X47 a Type X60 nel settembre 1927 comportò anche il passaggio da Type K22 a Type K33, con i medesimi aggiornamenti della versione a passo corto. La Type K33 fu prodotta fino alla fine del 1928. In totale, fra Type K22 e Type K33 furono prodotti appena 16 esemplari, a cui si aggiunsero però alcune centinaia di camioncini commercializzati a loro volta come K22 e K33.

#### La Type X59, base di gamma a 6 cilindri

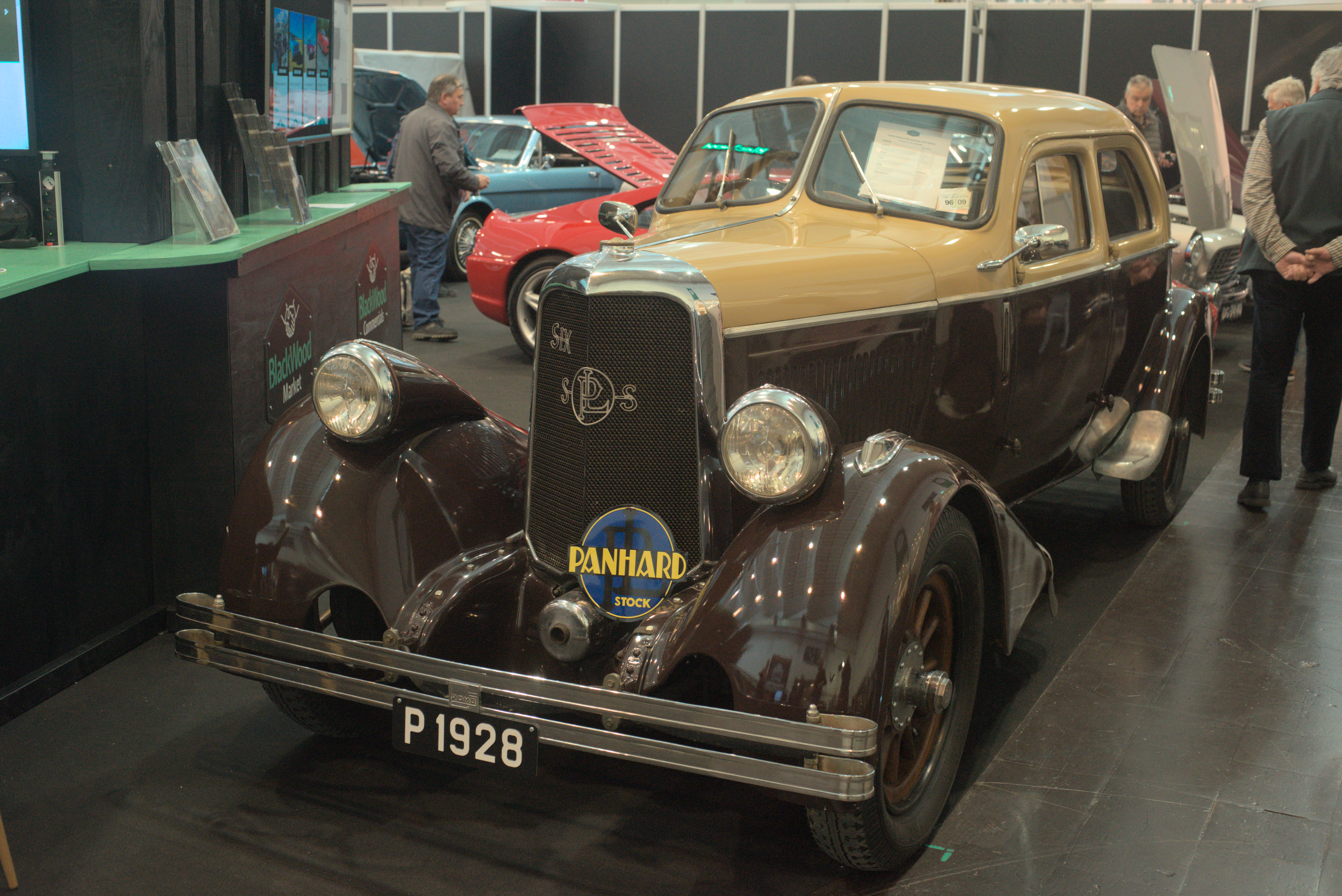
Panhard & Levassor Type X59

L'ultima e più sofisticata evoluzione del concetto di Panhard & Levassor da 10 CV fiscali fu presentata nell'ottobre del 1927 al Salone di Parigi con il nome di Type X59. Si trattava di una versione sofisticata in quanto fu l'unica 10 CV della casa parigina con motore a 6 cilindri e l'ultima di questa fascia di mercato a uscire di listino nel luglio 1930. La Type X59 era caratterizzata anch'essa da un passo decisamente generoso e pari a 3,12 metri. Era equipaggiata con un motore da 1829 cm³, sempre del tipo con valvole a fodero, e con un nuovo cambio a 4 marce di cui la terza particolarmente silenziosa grazie ai suoi ingranaggi elicoidali. E la bassa rumorosità e il comfort a bordo erano i principali argomenti con cui la Type X59 si preparò ad affrontare il mercato: nel corso della sua carriera commerciale venne prodotta in 636 esemplari in totale, un dato non trascurabile per quegli anni, se si tiene conto del suo prezzo di acquisto non molto popolare (circa 45.300 franchi) e della drammatica congiuntura economica di fine anni venti del secolo scorso. Durante l'ultimo anno di produzione, la Type X59 costituì il modello di base della gamma Panhard & Levassor, pur con il suo motore a 6 cilindri.

### Tabella riepilogativa
Di seguito vengono riepilogate le caratteristiche relative ai modelli da 10 CV fiscali prodotti dalla Panhard & Levassor nel corso degli anni:
| Panhard & Levassor 10CV (1902-30) |        |             |            |                  |                            |                    |                    |
| Modello                           | Motore | N° cilindri | Cilindrata | Trasmissione     | Cambio/ N°rapporti         | Anni di produzione | Esemplari prodotti |
| Type B                            | O4E    | 4           | 2402       | Catena           | Type KD, manuale a 4 marce | 07/1902-12/1905    | 598                |
| Type E                            | O4E    | 4           | 2402       | Catena           | Type KB, manuale a 4 marce | 07/1902-12/1905    | 193                |
| Type I                            | S4E    | 4           | 2402       | Catena           | Type KB, manuale a 4 marce | 1905               | 16                 |
| Type S                            | S4E    | 4           | 2402       | Catena           | Type KG, manuale a 4 marce | 12/1904-12/1907    | 13                 |
| Type X                            | T4E    | 4           | 2402       | Giunto cardanico | Type JB, manuale a 4 marce | 01/1908-01/1910    | 105                |
| Type X19                          | SU4D   | 4           | 2150       | Giunto elastico  | Manuale a 4 marce          | 11/1912-05/1921    | 3.020              |
| Type X37                          | SK4C   | 4           | 1190       | Giunto cardanico | Manuale a 4 marce          | 06/1922-02/1924    | 1.391              |
| Type X44                          | SK4C3  | 4           | 1390       | Giunto cardanico | Type SD2 manuale a 4 marce | 03/1924-03/1925    | 776                |
| Type X47                          | SK4C4  | 4           | 1480       | Giunto cardanico | Type SD2 manuale a 4 marce | 12/1924-08/1927    | 4.016              |
| Type X60                          | SK4C4  | 4           | 1480       | Giunto cardanico | Type SD2 manuale a 4 marce | 09/1927-09/1930    | 4.016              |
| Type X47 Sport                    | SK4C4  | 4           | 1480       | Giunto cardanico | Type SD2 manuale a 4 marce | 12/1925-08/1927    | 34                 |
| Type X60 Sport                    | SK4C4  | 4           | 1480       | Giunto cardanico | Type SD2 manuale a 4 marce | 09/1927-08/1928    | 34                 |
| Type K22                          | SK4C4  | 4           | 1480       | Giunto cardanico | Type SD2 manuale a 4 marce | 03/1926-08/1927    | 16                 |
| Type K33                          | SK4C4  | 4           | 1480       | Giunto cardanico | Type SD2 manuale a 4 marce | 09/1927-12/1928    | 16                 |
| Type X59                          | SK6C2  | 6           | 1829       | Giunto cardanico | Type SD5H                  | 10/1927-07/1930    | 636                |